# Sector3 Studios
 (juin 2019).
Si vous disposez d'ouvrages ou d'articles de référence ou si vous connaissez des sites web de qualité traitant du thème abordé ici, merci de compléter l'article en donnant les références utiles à sa vérifiabilité et en les liant à la section « Notes et références ».
Sector3 Studios (anciennement SimBin Studios) est une société suédoise de développement de jeux vidéo créée en 2003. Elle est spécialisée dans le sim racing. Son siège social se situe à Vara et ses studios de développement à Göteborg.

## Historique
Fondé par le pilote Henrik Roos et Ian Bell, SimBin a commencé comme équipe de modification pour le jeu F1 2002 (édité par EA Games et développé par Image Space Incorporated), sous le nom de SimBin Development Team AB, pour sortir un mod basé sur la saison FIA-GT 2002.
SimBin a ensuite sorti GTR: FIA GT Racing Game, un jeu au moteur physique réaliste, considéré comme l'avènement de SimBin en Sim Racing. Est ensuite sorti GT Legends, jeu utilisant le moteur physique de GTR, et un moteur graphique à cheval entre GTR et GTR² (arrivée du GMT2, mais nombre de polygones moins important), puis GTR 2: FIA GT Racing Game, suite de GTR², avec un moteur physique plus assoupli, pour séduire plus de monde. Durant l'année 2006, peu de temps avant GTR², était sorti Race-The WTCC Game, jeu mettant en scène le FIA-WTCC, la Mini Cup 2006, un hommage au FIA-WTCC 1987 et utilisant toutes les bases de GTR², si ce n'est des modèles encore plus hauts en polygones. Suite de Race, Race 07 (sorti en 2007), poursuit la saison FIA-WTCC, ainsi que le contenu de Race mais en ajoutant les F3000.
Dans sa phase finale de développement, GTR Evolution sera un add-on pour Race 07, et sera aussi vendu seul standalone, incluant Race 07. Ce jeu offrira en plus du contenu de Race 07, une classe de WTCC spéciales, qui seront des voitures modifiées (kits larges, moteur de + de 600 ch), des FIA-GT supplémentaires, en plus de celles de GTR², il y aura deux nouveautés très attendues lors de la sortie de GTR² (même si ces voitures sont sorties plus tard comme extensions non officielles) la corvette C6-R et l'Aston-Martin DBR9, ainsi que des voitures plus rares, comme la Koenigsegg CCXR, la Spyker C8-R ou la Gumpert Apollo. Une version Xbox 360 de GTR devait sortir, mais elle fut abandonnée, au profit d'une version de GTR Evolution nommée Race Pro.
Le 28 juillet 2014, SimBin annonce que la société est en phase de restructuration, alors que des rumeurs laissaient entendre qu'elle était en faillite.

## Jeux développés
| Titre | Date | Genre      | Plateforme |
| --- | --- | ---------- | ---------- |
| GTR: FIA GT Racing Game | 11 mars 2005 | Sim racing | Windows    |
| GT Legends | 15 octobre 2005 | Sim racing | Windows    |
| GTR 2: FIA GT Racing Game | 29 septembre 2006 | Sim racing | Windows    |
| Race: The Official WTCC Game | 24 novembre 2006 | Sim racing | Windows    |
| Race: Caterham Cars Expansion | juin 2007 | Sim racing | Windows    |
| RACE 07 - The Official WTCC Game - GTR Evolution - STCC - The Game - Race On - Formula Raceroom - Free add-on for RACE 07 - STCC 2 - The Game - GT Power Pack - Expansion Pack to RACE 07 - Retro Pack - Expansion Pack to RACE 07 - The WTCC 2010 Pack - Expansion Pack to RACE 07 | 12 octobre 2007 1er septembre 2008 22 octobre 2008 Octobre 2009 18 mars 2011 24 mars 2011 19 avril 2011 24 juin 2011 20 mai 2011 | Sim racing | Windows    |
| Race Pro | 17 février 2009 | Sim racing | Xbox 360   |
| Volvo – The Game | 26 mai 2009 | Sim racing | Windows    |
| RaceRoom | 1er décembre 2010 | Sim racing | Windows    |
| Real-Time Racing | 2011 | Sim racing | Windows    |